# ورزشگاه نرئو روکو
 ورزشگاه نرئو روکو  (به ایتالیایی: Stadio Nereo Rocco) ورزشگاهی در شهر تریسته در کشور ایتالیا است.
بازی‌های خانگی باشگاه فوتبال تریستینا در این ورزشگاه برگزار می‌شود.